# Калужский троллейбус
Калу́жский тролле́йбус — троллейбусная система общественного транспорта в городе Калуге Калужской области.
Движение открыто 30 марта 1956 года. По состоянию на 1 марта 2023 года в Калуге эксплуатируются 9 троллейбусных маршрутов. Ещё один маршрут (№8) временно обслуживается автобусами. Заявляется, что после реконструкции путепровода "Синие Мосты" и ул.Тарутинской 8 маршрут снова станет троллейбусным.

## Маршруты
Постоянные
| №        | Конечные остановки А \| Б | Конечные остановки А \| Б | Конечные остановки А \| Б                                              | Дата ввода | Длина (км) | Примечание |
| -------- | ------------------------- | ------------------------- | ---------------------------------------------------------------------- | ---------- | ---------- | --- |
| 1        | Вокзал                    | -                         | парк Циолковского                                                      | 30.03.1956 | 10,4       | |
| 2        | Терепец                   | -                         | парк Циолковского                                                      |            | 19         | Продлен летом 2003 г. Первоначальный вариант: Поселковая ул. — пл. Ленина (до конца 1970-х) — Поселковая ул. — парк Циолковского. |
| 3 внутр. | Кольцевой                 | -                         | пл. Мира — пл. Победы — КЗТА — пл. Старый Торг — пл. Мира              |            | 9,8        | Кольцевой. Внутреннее кольцо без заезда в парк им. Циолковского. |
| 3 внеш.  | Кольцевой                 | -                         | пл. Мира — парк Циолковского — пл. Старый Торг — пл. Победы — пл. Мира |            | 10,9       | Кольцевой. В связи с открытием маршрута № 18 для удобства организации контактной сети к внешнему кольцу 3 маршрута был добавлен заезд до парка им. Циолковского. |
| 6        | Дубрава                   | -                         | Посёлок Северный                                                       |            | 28,7       | Самый длинный троллейбусный маршрут Калуги. Продлен 1 июля 2009 г. Первоначальный вариант: Поселковая ул. — Дубрава |
| 8        | ул. Кирова                | -                         | Ольговская ул.                                                         |            | 16,6       | Первоначальный маршрут: Ольговская ул. — Московская пл. (до начала 1980-х), Ольговская ул. — Рынок. С 18 августа 2010 года делает поворот на ул. Кирова, далее на ул. Плеханова — ул. Труда. Маршрут временно переведён на автобусы, троллейбусы не курсируют с декабря 2022 года в связи с запланированной на 2023–2025 годы реконструкцией путепровода «Синие мосты» и ул. Тарутинской. |
| 9        | ул. Кирова                | -                         | Посёлок Северный                                                       |            | 22,9       | Продлён 2 ноября 2006 г. Ранее следовал до к/ст Рынок. С 18 августа 2010 года делает поворот на ул. Кирова, далее на ул. Плеханова — ул. Труда. |
| 10       | ул. Кирова                | -                         | ул. Гурьянова                                                          | 01.11.1977 | 19,5       | Первоначальный маршрут: ул. Гурьянова — Московская пл. (до начала 1980-х), ул. Гурьянова — Рынок. С 18 августа 2010 года делает поворот на ул. Кирова, далее на ул. Плеханова — ул. Труда. |
| 12       | Вокзал                    | -                         | Швейная фабрика                                                        | 02.1980    | 7,6        | Самый короткий троллейбусный маршрут в Калуге. |
| 17       | ул. Кирова                | -                         | Терепец                                                                | 31.12.1989 | 15,3       | Ранее следовал до к/ст Рынок. С 18 августа 2010 года делает поворот на ул. Кирова, далее на ул. Плеханова — ул. Труда. |
| 18       | Дубрава                   | -                         | Микрорайон Веснушки                                                    | 22.11.2008 | 27         | Первоначальный маршрут: ул. Генерала Попова — пл. Победы. 9 ноября 2011 года продлён до Дубравы с закрытием маршрута № 4. 29 апреля 2018 года продлён до микрорайона Кошелев, а с сентября 2023 года продлён до микрорайона Веснушки. |

Примечание. Длина маршрута рассчитывается как полный оборот от точки А до точки А.
Закрытые
- № 4. «Пл. Мира — Дубрава». Закрыт 9 ноября 2011 года, в связи с продлением маршрута № 18.
- № 5. «Швейная фабрика — Северный». Не курсирует с 2021 года в связи с увеличением числа автобусов на 97 автобусном маршруте.
- № 7. «Пл. Мира — КРЛЗ». Не курсирует, разворотное кольцо используется для заезда маршрутов № 6 и № 18 при движении от Дубравы (фактически являлся короткой версией маршрута № 4).
- № 11. «Дом Быта — ТЦ „Торговый квартал“». Не курсирует с 2016 года, но разворотное кольцо не разобрано (фактически являлся короткой версией маршрута № 5).
- № 13. «Пл. Мира — КЗТА». Не курсирует с 2015 года, но разворотное кольцо не разобрано (фактически являлся короткой версией маршрута № 3).
- № 14. «Московская пл. — ул. Ольговская». Не курсирует, но разворотное кольцо не разобрано (фактически являлся короткой версией маршрута № 8).
- № 15. «Московская пл. — ул. Гурьянова». Не курсирует, но разворотное кольцо не разобрано (фактически являлся короткой версией маршрута № 10).
- № 16. «Поселковая ул. — 30-й микрорайон». Не курсирует, но разворотное кольцо не разобрано (фактически являлся короткой версией маршрутов № 9 и № 11).
- № 17а. «Поселковая ул. — Терепец». Не курсирует с 2004 года, но разворотное кольцо не разобрано (фактически являлся короткой версией маршрута № 17).

## История развития маршрутной сети
Первая линия Калужского троллейбуса была торжественно открыта 30 марта 1956 года. Маршрут № 1 (Вокзал — ул. Ленина) связал железнодорожный вокзал города Калуги с его центром. По состоянию на начало 2000 года общая длина всех маршрутов Калужского троллейбуса составляла 60 километров. 
Примерно до 1981 года конечные маршрутов 8 и 10 находились на Московской площади, в её восточной части (в настоящее время разворотное кольцо разобрано и превращено в тротуар с мини-сквером). После продления маршрутов до рынка на маршрутах наблюдалась сильная перегрузка, в троллейбусы было невозможно сесть. Возможно, в связи с этим вскоре были введены маршруты 14 и 15, фактически дублировавшие предыдущие версии 8 и 10, но разворотный круг был сделан в западной части площади, рядом с Дворцом Культуры турбинного завода. Маршрут № 16 «Телевизионная площадь-ул. Гурьянова» вводился году в 1986 на короткое время с непонятной целью, был вскоре отменен.
На время реконструкции улицы Кирова в 2004 (перед открытием линии на Северный)  и 2008 (перед открытием линии на Правобережье) гг. вместо маршрутов 3 и 4, проходящих по ней, вводились укороченные маршруты 3к («Парк им. Циолковского — Пл. Старый Торг — Калужский завод телеграфной аппаратуры — Пл. Победы») и 4к («Пл. Победы — Посёлок Дубрава»). Изменялись также маршруты, пересекающие улицу Кирова, в частности в 2004 г. 2-й маршрут был продлён до Терепца и временно ходил по ул. Баррикад — ул. Ленина, 11-й объединялся с 5-м и носил номер 5/11, 7-й отменён вообще, а в 2008 г. во время реконструкции участка между улицами Московская и Ленина через центр ходил только 2-й.
После реконструкции оставшейся части улицы Кирова в 2009 году ожидалось изменение маршрутов 8, 9, 10, 17 — разворотное кольцо возле Городского рынка ликвидировалось бы, по улице Рылеева маршруты проходили бы только в одну сторону, разворот осуществлялся бы по улице Кирова, затем по улице Плеханова и Труда, где уже подготовлены новые столбы и контактная сеть. Однако этот проект был провален, поскольку не был согласован с ГИБДД. Кроме того, под большим вопросом стояла проблема разгрузки улицы Кирова, так как если бы это изменение состоялось, улица Кирова была бы сильно перегружена. В августе 2010 г. была введена новая схема движения, по которой улицы Рылеева и Плеханова стали односторонними. В связи с этим пуск маршрутов 8, 9 , 10, 17 по улице Плеханова состоялся 18 августа 2010 г.
С 27 марта по 26 октября 2019 года из-за реконструкции Грабцевского шоссе не курсировал 6-й маршрут.
Нумерация троллейбусов в Калуге с 1989 г. начиналась заново. До этого троллейбусы имели номера 1—444. С появлением новой нумерации вновь приобретаемые троллейбусы нумеровались с 010 и далее по порядку. Части старых машин были заменены кузова, частично собственного калужского производства, с сохранением бортовых номеров.
Помимо 16-го маршрута, в Калуге существовал подвозной маршрут 17А «Поселковая ул. — Микрорайон Терепец».  Маршруту был дан номер с буквой, поскольку номер 18 был зарезервирован для другой линии, ведущей на Правобережье, которая на момент введения маршрута 17А уже была обозначена на официальной схеме движения как строящаяся.
9-й маршрут первоначально тоже ходил до Телевизионной площади. Потом был продлён до рынка.
Существует ещё маршрут № 0 (или №Д), идущий, как правило, от любого места города до депо. Но он так обозначается лишь на электронном табло, и официально его никогда не существовало.
Троллейбусный парк Калуги периодически пополняется и обновляется: 27 марта 2013 г. в свой первый рейс на улицы Калуги вышли два новых троллейбуса ВМЗ-5298.01-50 «Авангард», произведённые на Вологодском механическом заводе. 16 мая 2013 г. вновь презентовали новые троллейбусы. На линию запустили 14 машин АКСМ-321, произведённых на минском заводе «Белкоммунмаш». К концу лета 2013 г. число белорусских машин достигло 20-ти, а к концу года — 33. В апреле — мае 2021 года в Калугу прибыли 10 списанных и подаренных московских троллейбусов белорусского производства.

## Статьи и публикации
- Алексей Рулев. Калужский троллейбус: вчера, сегодня, завтра // Родина : Российский иллюстрированный журнал. — 2009. — № 11. — С. 275. — ISSN 0235-7089.
- Ольга Павлюк. Новые калужские троллейбусы отправились в первый рейс // KP40.RU : Портал Калуги и области. — 2013. — 27 марта.

## Внешние медиафайлы
- Первый калужский троллейбус. 30 марта 1956 г на YouTube
- Есть ли будущее у калужского троллейбуса на YouTube